# 장검중학교
장검중학교(長劍中學校)는 대한민국 울산광역시 울주군 범서읍 굴화리에 있는 공립 중학교이다.

## 학교 연혁
- 2014년 3월 31일 : 장검중학교 설립 인가
- 2015년 12월 28일 : 준공 검사 완료
- 2015년 12월 31일 : 장검중학교 교명확정
- 2016년 3월 1일 : 제1대 여창엽 교장 취임
- 2016년 3월 2일 : 개교 (1학년 182명 입학)
- 2016년 3월 3일 : 제1회 입학식 (남 90명, 여 92명 계 182명 입학)
- 2019년 2월 13일 : 제1회 졸업식(남 90명, 여 93명 계 183명 졸업)
- 2019년 9월 1일 : 제3대 정덕련 교장 취임
- 2023년 1월 6일 : 제5회 졸업식(남 89명, 여 89명 계 178명 졸업)
- 2023년 3월 2일 : 제8회 입학색(남 86명, 여 83명 계 169명 입학)

```
2024년
 
3월 1일
 : 제4대 박현미 교장 취임
```

## 참고 자료
- 장검중학교 - 한국교육학술정보원 학교알리미